# Івко Іван Іванович
Івко́ Іван Іванович (28 березня 1960, с. Перервинці Драбівський район Черкаська обл. — 22 червня 2023, м. Київ) — український художник-монументаліст, живописець, реставратор. Член Національної спілки художників України (1998).

## Життєпис
Народився 28 березня 1960 р. у селі Пере́рвинці, нині Золотоніський район Черкаської області.
У 1993 року закінчив Українську академію мистецтва (нині — Національна академія образотворчого мистецтва і архітектури) в Києві (викладачі П. Білецький, Л. Міляєва, О. Титов). Перебував на творчій роботі.
З 1991 р. — учасник всеукраїнських та зарубіжних художніх виставок, 1998—2001 рр. — персональних виставок у Києві. Роботи Івана Івка знаходяться в колекціях відомих знавців україністики у різних країнах Європи, Канаді, США.
Помер 22 червня 2023 року в Києві.

## Творчість
Працював у галузі станкового живопису (переважно пейзажі, натюрморти), різьблення по дереву, реставрації.
У своїх роботах митець намагався віднайти шлях до узагальнення, який максимально наближує глядача до сприйняття цілого, як певної моделі існування. Малював пейзажі, натюрморти, поєднуючи монументальність композиції з насиченістю, яскравістю і теплотою кольорів. Його картинам властиві щирі сюжети, що мають глибокий і філософський підтекст, нагадують людині про плинність буття та постійний зв'язок із Космосом.
Займався реставраційними роботами та різьбою по дереву, тонко відчуваючи особливості різноманітних стилів та історичних епох.
Вирізьбив іконостаси для церкви Покрови Пресвятої Богородиці (1993—1994), Михайлівського Золотоверхого собору (1998—2000) та Успенського собору (1999) в Києві, церкви Святого Валентина в Одесі (2000—2001).

## Основні твори

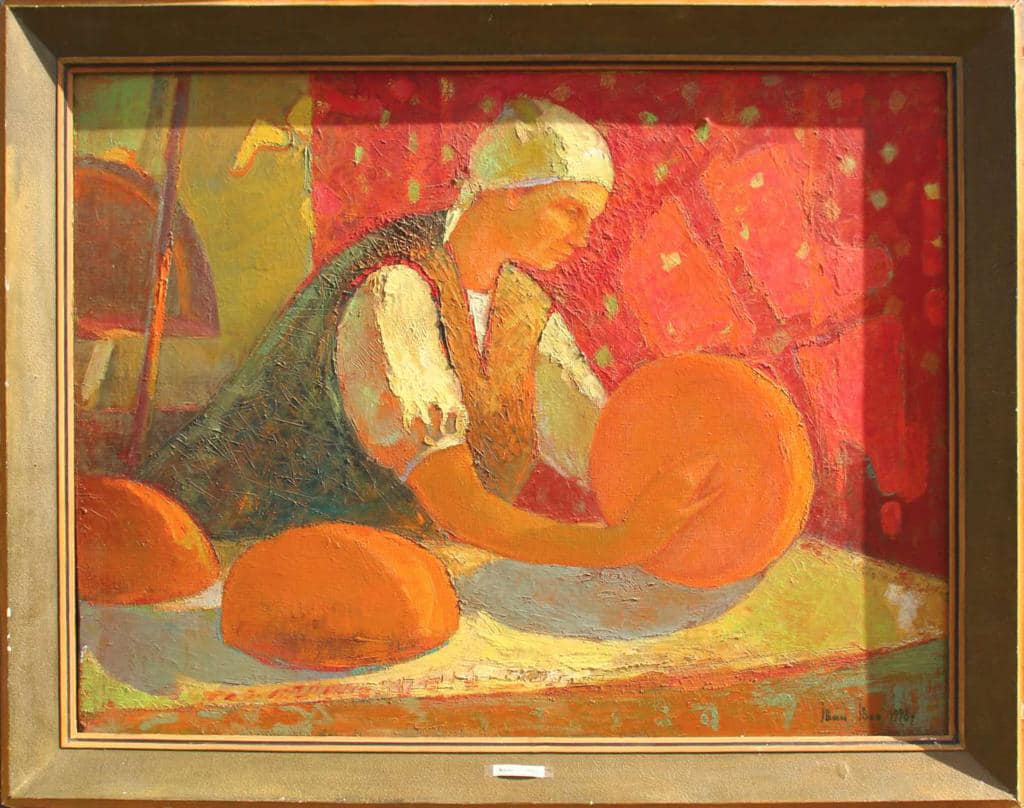
Мамин хліб

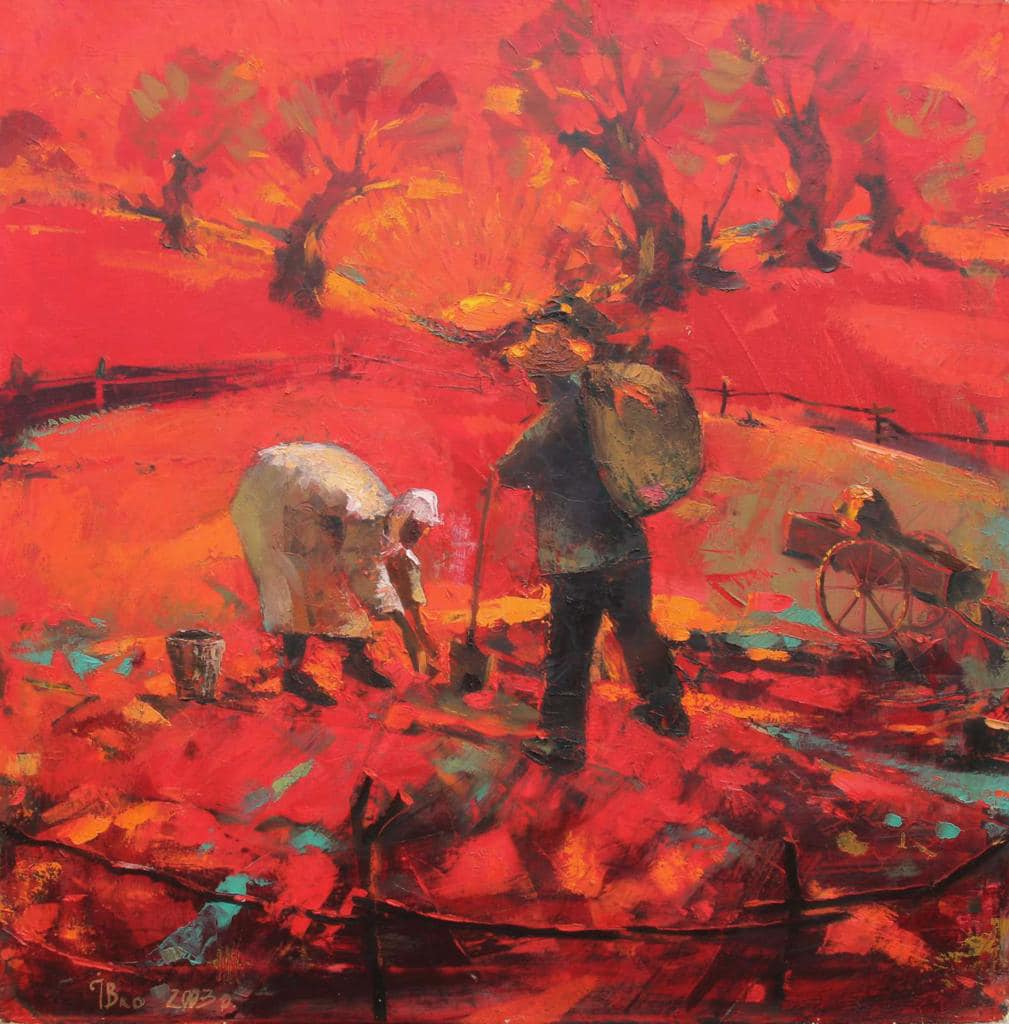
Копають картоплю

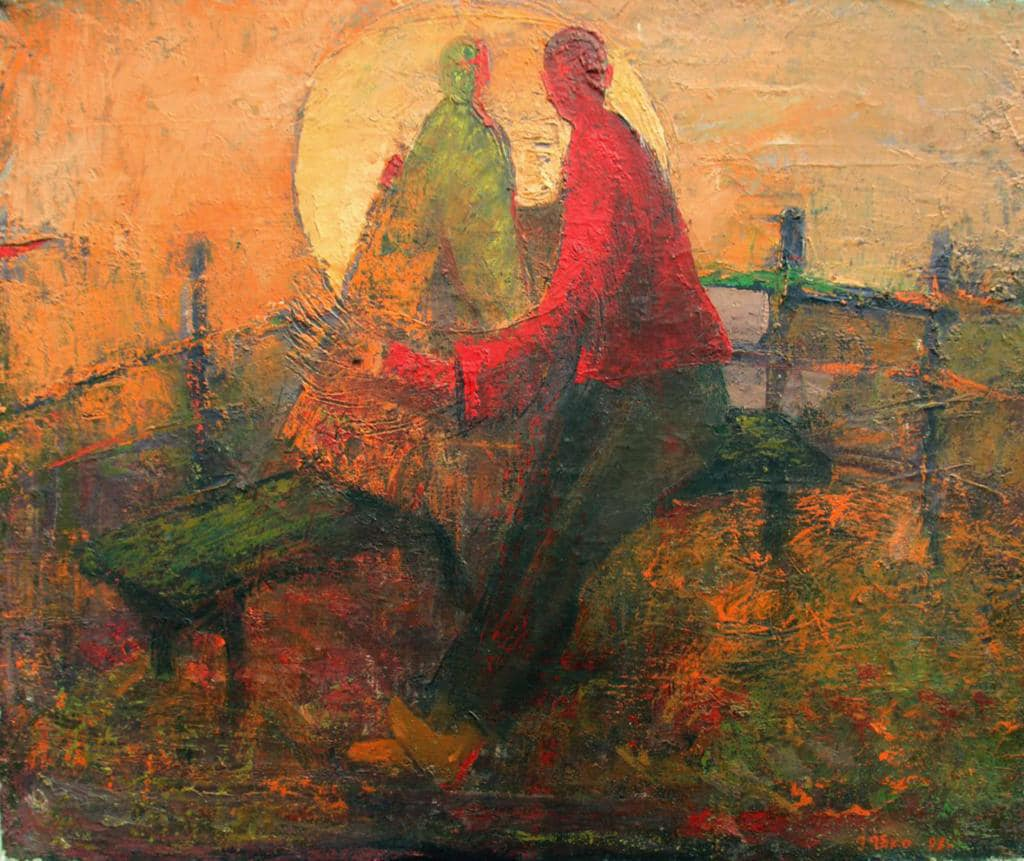
Повний місяць

- «Народження» (1989 р.)
- «Сон птахолова» (1997)
- «Повний місяць» (1998)
- «Сонячний вітер» (1998)
- «Паралельні світи» (1998)
- «Комета Галлея» (1998)
- «Мамин хліб» (1998)

- «Весна» (1999)

- «Копають картоплю» (2003)

- «Літній вечір» (2003)
- «Літо» (2003)
- «Натюрморт» (2007)
- «На веранді» (2008)
- «Пейзаж» (2009)
- «Мелодія» (2009)

## Хобі
Захоплювався бджільництвом і пасікою. Був членом Спілки пасічників України.